# Valerïý Yabloçkïn
Valerïý Nïkolayevïç Yabloçkïn (in kazako Валерий Николаевич Яблочкин?, in russo Валерий Николаевич Яблочкин?, Valerij Nikolaevič Jabločkin; Temirtau, 2 febbraio 1973) è un ex calciatore kazako, fino al 1991 sovietico, di ruolo attaccante.